# Яңарыш
«Яңары́ш» (Відродження; рос. Янарыш, тат. Janarьs) — республіканська щотижнева газета татарською мовою, що видається в Удмуртії, Росія. Вона активно виступає в захист збереження мови, звичаїв, культури та релігії татарської нації. 
Девіз — «Люби життя, люби народ, люби людей» («Люби жизнь, люби народ, люби людей»).
Започаткована в 1991 році. Засновниками газети виступили Татарський громадський центр Удмуртії та журналістський колектив редакції. Спочатку газета виходила у вигляді листівки-прокламації, за перший рік вийшло всього 5 номерів. Спеціального шрифта у редакції для літер татарської абетки не було, тому деякі з них виводили власноруч. Із збільшенням попиту на газету, треба було знайти краще видавництво, тому вона друкувалась у місті Агриз, що в Татарстані. Після цього газета вже виходила двічі на місяць. Після того як редактор газети Нурутдинов, після поїздки до Казані, привіз шрифти для татарських літер, газета повернулась до Іжевська, вона стала виходити щотижня на 4 сторінках.
Наклад газети збільшувався, кількість читачів теж, тому до редакції запросили нових робітників — фотографа та коректора. Після 4 років роботи, через популярність газети, стала проблема збільшення сторінок у випуску, а це потребувало додаткових коштів. У кінотеатрі «Спартак» в 1995 році зібрались читачі та прихильники газети з тим, щоб ухвалити звернення до влади Удмуртії про фінансування газети. Влада відгукнулась і газета стала збільшувати наклад, почала виходити не лише в Удмуртії, але і в Татарстані та Пермському краї.
У 2002 році на базі газети був створений татарський інформаційно-видавничий центр.
На сьогодні газета має 16 шпальт, 14 з яких друкуються татарською мовою, а 4 — російською. Газета виходить накладом понад 5 тисяч примірників.
Основні рубрики:
- Релігія та мораль — в ній друкується також час намазів
- Літературні сторінки
- Привітання ювілярам
- Поступки молоді
- Золотий клубок — дитяча сторінка
- Газета в газеті — найкращі матеріали газети-партнера «Известия Удмуртской Республики»

В редакції працює високопрофесійний та мобільний журналістський колектив, який тісно співпрацює з понад 120 постійними позаштатними авторами, які періодично збираються для обговорення публікацій. Редактори газети — З. Ф. Нуретдінов та А. Н. Фаляхов.
Деякі працівники газети, завдяки її популярності, стали членами Спілки письменників Татарстану, тому в Іжевську було відкрите регіональне представництво цієї організації. За кошти редакція друкує збірки творів татарських письменників. Газета 4 рази завоювала приз «Кришталеве перо» на щорічному конкурсі, який проводиться Союзом журналістів Татарстану серед татарських ЗМІ Росії.